# 부루샤스키어
부루샤스키어(Burshaski)는 파키스탄의 길기트발티스탄 북부의 훈자, 나가르, 야신 계곡에 거주하는 부루쇼인들이 사용하는 고립된 언어이다. 이외에 길기트 구 북부나 인도령 카슈미르 북부에도 소수 화자가 분포해 있으며, 화자수는 2016년 기준 약 11만 2천 명이다.
카라코람과 같은 험난한 산지에 위치해 있어 특유의 고립성을 유지할 수 있었던 것으로 추정된다. 다만 주변의 코와르어나 시나어 등 다르드어군 언어들 및 중국티베트어족 계통의 발티어로부터 여러 어휘를 빌려 왔으며, 오늘날에는 파키스탄의 공용어인 우르두어의 영향도 받고 있다.
방언은 땅이름을 따라 크게 훈자, 나가르, 야신 방언으로 나뉜다. 이중에서 야신 방언이 주변 언어로부터 영향을 가장 덜 받았으며, 다른 두 방언에 비해 유독 다르다. 그러나 세 방언은 모두 상호의사소통이 가능하다.

## 계통
계통상 고립된 언어이나 일부 소수설은 다른 언어와의 관계를 주장해 왔다. 대어족 가설인 데네캅카스어족이 종종 부루샤스키어를 포함하며, 그 중 특히 북캅카스 언어와의 연관이 주장되었다. 조지 반 드림은 예니세이어족과의 관계를 주장하는 카라수크어족 가설을 제기했는데, 그는 청동기 시대 중앙아시아의 카라수크 문화를 이루던 사람들의 일부가 인도아리아인 이주에 참여하여 부루쇼인의 조상이 되었다고 주장했다. 이 주장은 언어인류학자 로저 블렌치(1999)에 의해 긍정적으로 검토되었다.
Blench (2008)는 부루샤스키어의 거의 모든 농업 어휘가 언어 접촉에 의한 차용으로 설명된다고 주장한다. American Heritage 사전은 Berger (1956)를 인용하여 인도유럽조어에서 재구되는 유일한 과일 어휘인 *abel(사과)이 부루샤스키어에서 차용되었을 가능성을 언급한다. (부루샤스키어 báalt '사과') 카슈미르 언어학자 Sadaf Munshi는 드라비다어족과 부루샤스키어가 모두 권설음을 가진다는 사실을 언급하며 두 어족이 남아시아로의 인도아리아인 이주가 발상하기 전 함께 발전했을 가능성을 제시한다.

## 방언
부루샤스키어는 파키스탄에 약 12만 명, 그리고 인도에 수백 명의 화자가 존재한다. 파키스탄에서는 야신, 훈자, 나가르의 세 계곡 지대에서 사용되며 이를 기준으로 세 방언으로 구분된다. 훈자 방언과 나가르 방언은 분명히 가깝지만 야신 방언은 의사소통이 어려울 정도로 멀다. 야신 방언은 주변 언어와의 접촉에 의한 영향을 유독 받지 않아 가장 순수한 형태의 부루샤스키어로 여겨지기도 하는데, 다만 화자들은 대부분 코와르어를 이중 언어로 구사한다. 인도의 잠무 카슈미르에서 사용되는 변종은 카슈미르어와 힌디-우르두어의 영향으로 독자적인 특징을 발전시켰는데, 모음의 어중음소실이 눈에 띈다.

## 음운

### 홀소리
|        | 전설 모음 | 중설 모음 | 후설 모음 |
| ------ | --------- | --------- | --------- |
| 고모음 | i iː      |           | u uː      |
| 중모음 | e eː      |           | o oː      |
| 저모음 |           | a aː      |           |

### 닿소리
Berger (1998)는 다음의 자음들을 음소로 식별하였다.
|        |        | 양순음 | 치음/ 치경음 | 치경구개음 | 권설음 | 연구개음 | 구개수음 | 성문음 |
| ------ | ------ | ------ | ------------ | ---------- | ------ | -------- | -------- | ------ |
| 비음   | 비음   | m      | n            |            |        | ŋ        |          |        |
| 파열음 | 유기음 | pʰ     | tʰ           |            | ʈʰ     | kʰ       | qʰ       |        |
| 파열음 | 무성음 | p      | t            |            | ʈ      | k        | q        |        |
| 파열음 | 유성음 | b      | d            |            | ɖ      | ɡ        | ɢ        |        |
| 파찰음 | 유기음 |        | t͡sʰ          | t͡ɕʰ        | ʈ͡ʂʰ    |          |          |        |
| 파찰음 | 무성음 |        | t͡s           | t͡ɕ         | ʈ͡ʂ     |          |          |        |
| 마찰음 | 무성음 |        | s            | ɕ          | ʂ      |          |          | h      |
| 마찰음 | 유성음 |        | z            | ʑ          | ʐ      |          |          |        |
| 전동음 | 전동음 |        | r            |            |        |          |          |        |
| 접근음 | 접근음 |        | l            | j          | ɻ      | w        |          |        |

## 정서법
부루샤스키어는 규범화된 문어를 갖고 있지 않다. 문자로 표기할 필요가 있을 때는 우르두 아랍 문자를 사용하나, 변용기호 등은 따로 쓰지 않는다. 티베트의 기록에 따르면 부루샤스키어는 티베트 문자의 선조격인 문자로 기록된 흔적이 있어서 예전에는 규범 문어가 있었음을 짐작할 수 있다. 그러나 이 기록은 문헌상으로만 남아 있을 뿐 현존하지 않는다. 언어학자들은 보통 로마자를 기반으로 한 여러 가지 표기법으로 부루샤스키어를 기록한다.

## 문법
부루샤스키어의 어순은 SOV형이다. 명사는 인간남성, 인간여성, 가산물, 비가산물의 네 가지 범주로 나뉜다. 능격-절대격 구분을 가지는 언어이다.

## 어휘

### 수사
- 1 han (hen, hak)
- 2 altó (altán)
- 3 isko (iskey)
- 4 wálto
- 5 čindó
- 6 mishíndo
- 7 thaló
- 8 altámbo
- 9 hunchó
- 10 tóorumo (toorimi, turma)
- 100 tha